# Marienfelde (Kruckow)
Marienfelde ist ein Ortsteil der Gemeinde Kruckow im Landkreis Vorpommern-Greifswald.

Das Vorwerk Marienfelde 1880 (MTB)

## Geografie
Der Ort liegt 2 Kilometer westlich von Kruckow und südlich der Bundesstraße 110.

## Geschichte
Marienfelde wurde 1833 als Vorwerk des Gutes Kruckow unter dem Besitzer Wilhelm von Sobeck angelegt. Noch 1835 war das Vorwerk lt. PUM (Preußisches Urmesstischblatt) nur ein Dreiseithof ohne weitere Wohnbauten. Im Jahr 1862 hatte der Ort 64 Einwohner. Neben fünf Wirtschaftsgebäuden und einem Verwalterhaus gehörten zwei Tagelöhnerkaten zum Ort, in denen zehn Familien wohnten.
Diese Dorfstruktur blieb noch so erhalten bis etwa 1945. Bis dahin war Marienfelde noch im Besitz der Familie von Sobeck. Erst danach wurde bedingt durch die Bodenreform die Ansiedlung mit kleinen Höfen ermöglicht und so wuchs die Ortschaft entlang der Straße zur B 110.
Nördlich der B 110 befinden sich bei Marienfelde ein gut erhaltenes Großsteingrab direkt an der Straße sowie zwei weitere Dolmen aus dem Neolithikum, diese sind aber ungepflegt und mit Lesesteinen behäuft. Diese Gräber gehören aber zur Gemarkung Kruckow.